# 10013 Stenholm
10013 Stenholm eller 1978 RR8 är en asteroid i huvudbältet som upptäcktes den 2 september 1978 av den svenske astronomen Claes-Ingvar Lagerkvist vid La Silla-observatoriet i Chile. Den är uppkallad efter den svenske astronomen Björn Stenholm.
Asteroiden har en diameter på ungefär 10 kilometer.